# Рокфор-ле-Пен
Рокфо́р-ле-Пин
(фр. Roquefort-les-Pins) — коммуна на юго-востоке Франции в регионе Прованс — Альпы — Лазурный берег, департамент Приморские Альпы, округ Грас, кантон Вильнёв-Лубе. До марта 2015 года коммуна административно входила в состав упразднённого кантона Ле-Бар-сюр-Лу (округ Грас).
Площадь коммуны — 21,53 км², население — 6058 человек (2006) с тенденцией к росту: 6222 человека (2012), плотность населения — 289,0 чел/км².

## Население
Население коммуны в 2011 году составляло — 6289 человек, а в 2012 году — 6222 человека.
| 1962 | 1968 | 1975 | 1982 | 1990 | 1999 | 2006 | 2007 | 2011 | 2012 |
| ---- | ---- | ---- | ---- | ---- | ---- | ---- | ---- | ---- | ---- |
| 1123 | 1575 | 2507 | 3432 | 4714 | 5239 | 6058 | 6175 | 6289 | 6222 |

Динамика численности населения:

## Экономика
В 2010 году из 3824 человек трудоспособного возраста (от 15 до 64 лет) 2756 были экономически активными, 1068 — неактивными (показатель активности 72,1 %, в 1999 году — 65,4 %). Из 2756 активных трудоспособных жителей работали 2518 человек (1323 мужчины и 1195 женщин), 238 числились безработными (102 мужчины и 136 женщин). Среди 1068 трудоспособных неактивных граждан 461 были учениками либо студентами, 289 — пенсионерами, а ещё 318 — были неактивны в силу других причин.
На протяжении 2010 года в коммуне числилось 2364 облагаемых налогом домохозяйства, в которых проживало 6089,5 человек. При этом медиана доходов составила 30 тысяч 337 евро на одного налогоплательщика.